# Fraumünster
La iglesia de la abadía de Fraumünster es un templo situado en Zúrich (Suiza). Es una de las principales iglesias del casco antiguo de la ciudad junto a Grossmünster y Peterskirche. Es conocida por sus vidrieras firmadas por Marc Chagall y Augusto Giacometti. Forma parte de la antigua abadía de la que el claustro y los edificios abaciales fueron demolidos a finales del siglo XIX.

## Historia
La abadía fue fundada en 853 por Luis el Germánico para su hija Hildegard y dotó al convento que encomendó a la Orden de San Benito tierras de Zúrich, Uri y el bosque de Albis, y además le otorgó inmediación imperial, poniéndolo bajo su autoridad directa. 
En 1045, el rey Enrique III concedió a la abadía el derecho de celebrar mercados, acuñar monedas y cobrar peajes, entre otros, haciendo así a la abadesa la máxima dirigente de la ciudad.
El emperador Federico II otorgó a la abadía el derecho Reichsfreiheit en 1218, haciéndolo así territorialmente independiente de toda autoridad salvo del emperador mismo, y aumentando el poder político de la abadesa. Ésta designaba el alcalde y además delegaba el acuñamiento de monedas a algunos de sus ciudadanos. Sin embargo, el poder político del convento fue disminuyendo lentamente en el siglo XIV con el establecimiento de las leyes gremiales (Zunftordnung) en 1336 por Rudolf Brun, que además se convirtió en el primer alcalde independiente, es decir, no elegido por la abadía.
La abadía fue disuelta el 30 de noviembre de 1524 como consecuencia de las reformas de Ulrico Zwinglio.

## Iglesia

### Vitrales
Las vidrieras policromadas del coro de la iglesia son obra de Marc Chagall y fueron instaladas en 1970. El conjunto está formado por cinco vitrales altos y estrechos que muestran imágenes bíblicas. De izquierda a derecha, las cinco obras son las siguientes:
- Vitral de los profetas, en color rojo, muestra el ascenso a los cielos del profeta Elías, a Jeremías reflexionando y diversas imágenes de la creación.
- Vitral de Jacob, en color azul, ofrece la figura de Jacob soñando con la escalera que asciende al cielo[Nota 1] y su lucha con un ángel.[Nota 2]
- Vitral de Cristo, en color verde, muestra la vida de Jesús de Nazaret desde su nacimiento hasta su resurrección.
- Vitral de Sion, en color amarillo, muestra un ángel anunciando el comienzo de la eternidad mientras el nuevo Jerusalén desciende del cielo.
- Vitral de los Mandamientos, en color azul, recoge a Moisés sosteniendo la tabla de los mandamientos mientras observa la desobediencia de la humanidad.

Además de las obras de Marc Chagall también destaca la vidriera conocida como El paraíso celestial, obra de Augusto Giacometti, que muestra a Dios, Cristo, los evangelistas y diversos profetas. Esta obra se encuentra en el transepto y fue instalada en el año 1945.
Detrás del órgano de la iglesia se sitúa una vidriera de Clement Heaton, encargada en 1914 como parte de las reformas que tuvieron lugar a comienzos del siglo XX. Debido a la gran distancia que existe entre el vitral y el espectador, el artista decidió prescindir de la mayor parte de las figuras, incluyendo únicamente cuatro ángeles, estando formada principalmente por motivos geométricos.

### Órgano
La primera mención a la existencia de un órgano en Fraumünster data de 1475, si bien su localización y aspecto son desconocidos. Este fue retirado en 1527 a raíz de la reforma protestante y no volverá a haber un instrumento de este tipo hasta 1853 cuando, con motivo del cumplimiento de los 1000 años desde la fundación de la iglesia, un nuevo órgano es ubicado. Este sería sustituido 100 años más tarde por el actual.

## Galería de imágenes

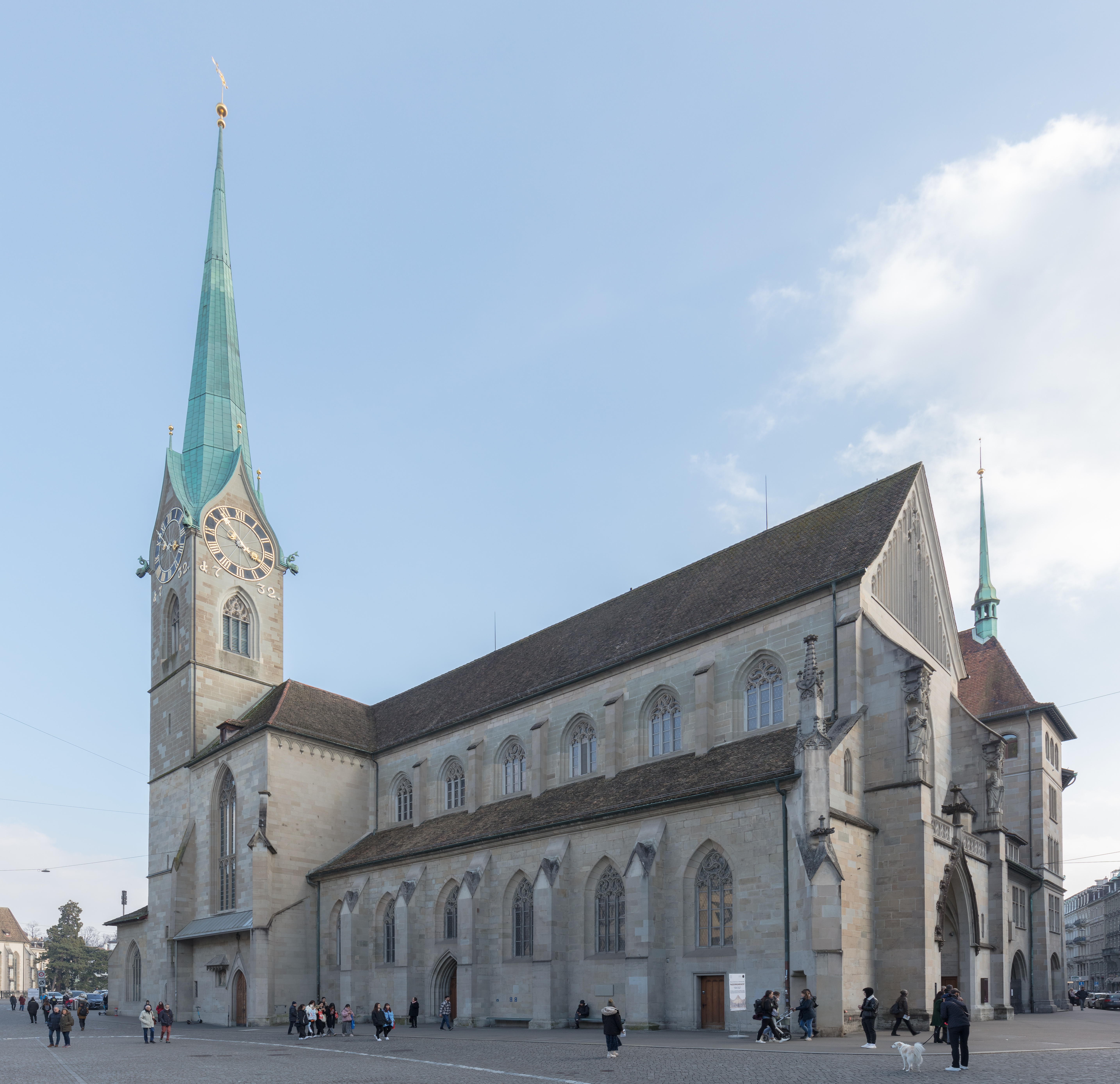
Vista exterior de la iglesia
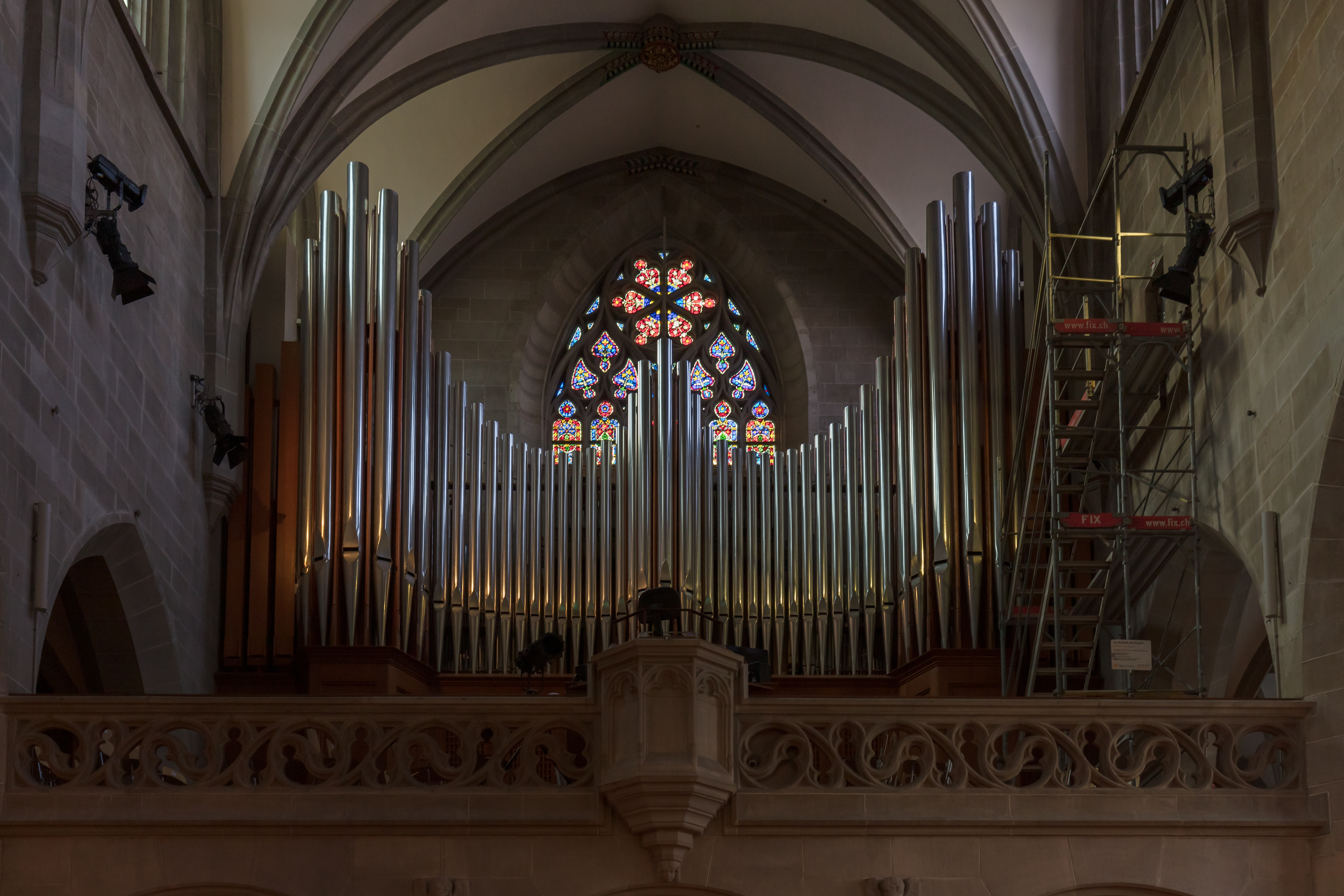
Órgano
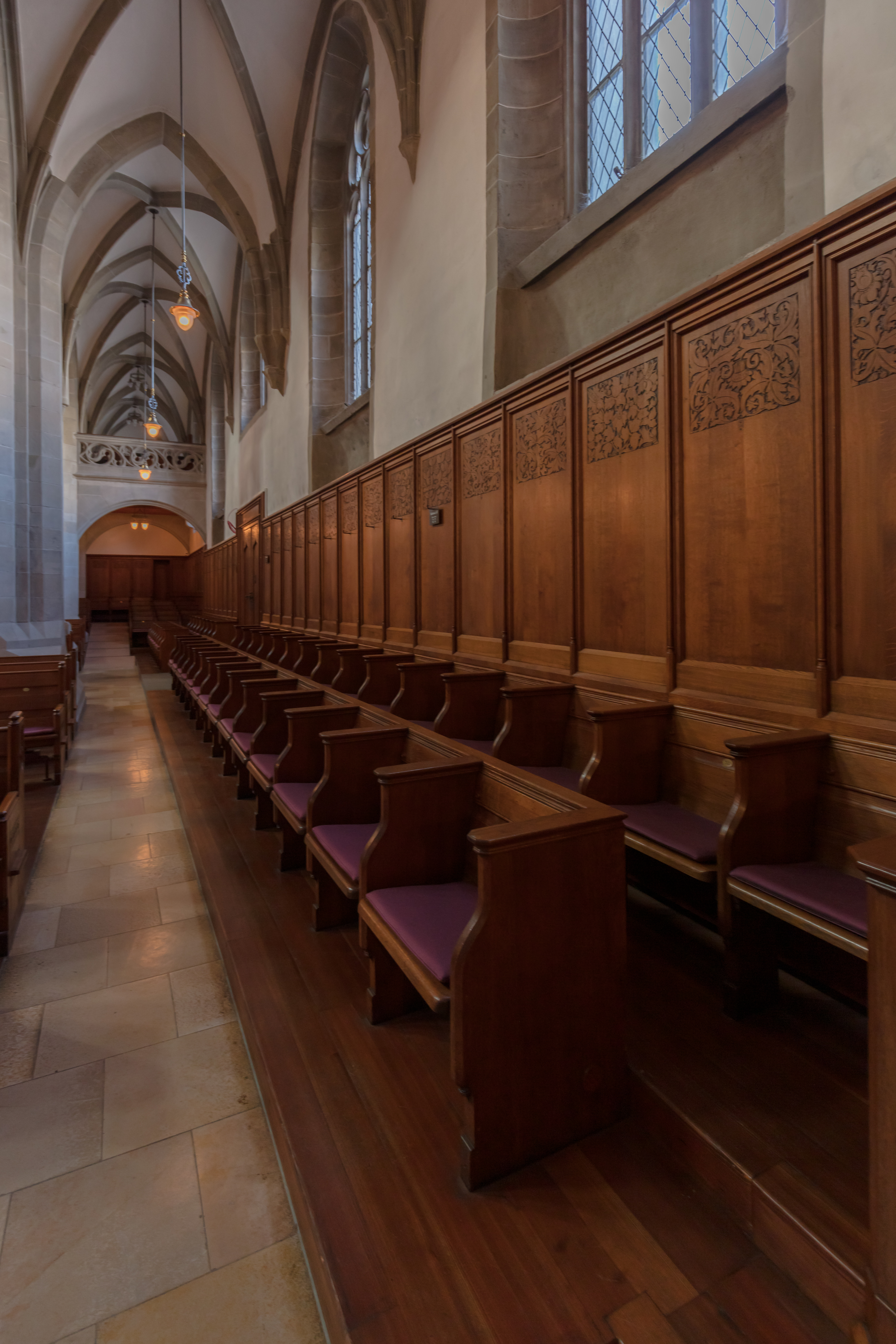
Vista de la nave lateral